# Rutger Worm
Rutger Worm (Nimega, 1º febbraio 1986) è un ex calciatore olandese, di ruolo centrocampista o attaccante.

## Carriera

### Club
Rutger ha iniziato la sua carriera al "Quick 1888" a Nimega. In seguito si trasferì alla squadra giovanile del Stichting Betaald Voetbal Vitesse per due anni, prima di finire presso l'accademia di calcio del NEC nel 2000.
Viene promosso in prima squadra nella stagione 2004-2005, da allora parte spesso dalla panchina, ma riesce a segnare alcuni gol.
Ha fatto il suo debutto nel calcio professionistico in un match di Eredivisie, la massima divisione calcistica olandese, contro l'Heerenveen nel 2004.
Worm ha firmato con il club australiano, fondato nel 2008, del Melbourne Heart che ha sede a Melbourne, in Australia, appena promosso in A-League, prima divisione australiana. Egli si unirà alla squadra all'inizio della stagione 2010-2011.

### Nazionale
Rutger ha fatto parte delle nazionali giovanili olandesi Under-19 ed Under-21, riuscendo a segnare alcuni gol.